# Triunfo de Afrodita

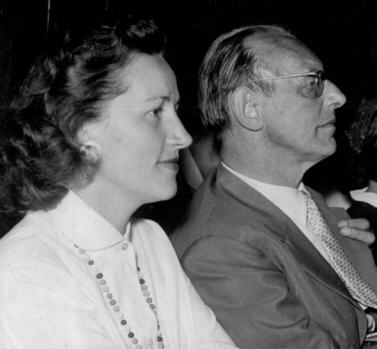
Carl Orff y Lieselotte Holzmeister (1956).

El Triunfo de Afrodita (Trionfo di Afrodite) es una cantata escénica compuesta por el compositor alemán Carl Orff en 1951, estrenada en 1953 en la Scala de Milán y basada en dos poemas nupciales del poeta latino Cayo Valerio Catulo, varios poemas griegos atribuidos a Safo y un coro del Hipólito de Eurípides.
Es la tercera parte del tríptico musical Trionfi, al cual pertenecen el famosísimo Carmina Burana (1937) y Catulli Carmina (1943).
La obra está dividida en siete partes. Tiene grandes requerimientos orquestales, especialmente de percusión.

## Partes
1. Canto amebeo di vergini e giovani a Véspero in attesa della sposa e dello sposo (Donceles y doncellas, cantan alternativamente a Vespero, lucero de la tarde, mientras esperan a la novia y el novio).
2. Corteo nuziale ed arrivo della sposa e dello sposo (Cortejo nupcial y llegada del esposo y la esposa).
3. Sposa e sposo (La esposa y el esposo).
4. Invocazione dell' Imeneo — Inno all'Imeneo (Invocación e himno al himeneo).
5. Ludi e canti nuziali davanti al talamo. La sposa viene accolta — La sposa viene condotta alla camera nuziale — Epitalamo (Juegos y canciones nupciales antes del Tálamo. Llaman la novia adelante — La esposa es conducida a la cámara nupcial — Canción de la boda).
6. Canto di novelli Sposi dal talamo (Canción de los recién casados ante el tálamo).
7. Apparizione di Afrodite (Aparición de Afrodita).

En su estreno en Milán tuvo una mala recepción del público, que sólo se revirtió más tarde cuando tuvo una magistral interpretación a cargo de Eugen Jochum en Múnich.[cita requerida]